# ۵۰ (قمری)
۵۰ (قمری)، پنجاهمین سال در گاهشماری هجری قمری است. اول محرم این سال برابر با اول فوریه سال ۶۷۰ میلادی است.

## رویدادها
- ساخته شدن مسجد جامع قیروان در تونس توسط عقبه بن نافع.

## درگذشتگان
- ۲۸ صفر: حسن مجتبی امام دوم شیعیان.

- صَفیّه بنت حُیَی همسر پیامبر

- امامه بنت ابی عاص همسر علی بن ابیطالب

## وابسته
- رویداد کربلا